# Bedarf
Bedarf ist allgemein der als Mangel erlebte Wunsch eines Wirtschaftssubjekts nach dem Erwerb von Gütern und Dienstleistungen, deren Besitz, Gebrauch, Nutzung oder Verbrauch die Befriedigung von Bedürfnissen erwarten lässt.

## Abgrenzungen in den Wirtschaftswissenschaften
In den Wirtschaftswissenschaften gibt es eine Abgrenzung der Kettenglieder Mangel → Bedürfnis → Bedarf → Nachfrage. Bedürfnis ist Friedrich Benedikt Wilhelm von Hermann zufolge „das Gefühl eines Mangels mit dem Streben, ihn zu beseitigen“. Bedürfnisse können zum Kaufmotiv werden, wenn sie einen ausreichenden Grad an Kaufintensität entwickeln. Der Bedarf an Gütern ist „das Ergebnis der Konkretisierung und Spezifizierung von Bedürfnissen in den Wirtschaftsobjekten“. Wird Bedarf mit Kaufkraft – also der Verfügbarkeit über Zahlungsmittel – verbunden und liegt eine entsprechende Zahlungsbereitschaft vor, entsteht hieraus die Güternachfrage.
Gerhard Scherhorn unterschied Bedürfnis, Bedarf und Nachfrage 1959 nach Funktionen: Bedürfnis haben die Verbraucher, Bedarf die Kunden und Nachfrage die Käufer.
Konsument, Kunde, Käufer und ihre Rollenpartner stehen sich folgendermaßen gegenüber:
| Marktteilnehmer | Güternachfrage | Marktteilnehmer | Güterangebot |
| --------------- | -------------- | --------------- | ------------ |
| Konsument       | Bedürfnis      | Hersteller      | Befriedigung |
| Kunde           | Bedarf         | Personal        | Bedienung    |
| Käufer          | Nachfrage      | Verkäufer       | Angebot      |

Der Konsument entwickelt ein Bedürfnis, dem der Hersteller durch Bedürfnisbefriedigung begegnet. Im nächsten Schritt wird der Konsument zum Kunden, der auf der Angebotsseite bedient wird, worauf in der dritten Phase der Käufer eine Kaufentscheidung trifft, mit der er Nachfrage entwickelt, die durch ein entsprechendes Angebot des Verkäufers befriedigt wird.
Ein objektiver Mangel wird zum Bedürfnis, wenn er subjektiv durch Wirtschaftssubjekte wahrgenommen wird und ein Anreiz zur Bedürfnisbefriedigung besteht. Wenn sich ein subjektives Bedürfnis konkretisiert, entsteht der ökonomisch relevante Bedarf. Bedarf ist die Art und/oder Menge der zur Bedürfnisbefriedigung eines Wirtschaftssubjektes notwendigen Güter und Dienstleistungen.
Hunger weckt demnach das (vorökonomische) unkonkrete Bedürfnis nach Nahrung, der konkrete Wunsch nach einer Pizza stellt sich als ökonomisch relevanter Bedarf dar. Dieser Wunsch wird durch Kaufkraft (Geldwert) zur Nachfrage. Dabei wirkt die Kaufkraft als Selektionskriterium, durch das letztlich nicht jeder Bedarf auch zur konkreten Nachfrage wird. Besteht Geldmangel, kommt es nicht zur Nachfrage. Nicht alle Bedürfnisse sind von wirtschaftlicher Bedeutung. Beispielsweise bietet uns die Natur freie Güter unentgeltlich an. Das Bedürfnis nach körperlicher Aktivität wird dann durch den Wunsch zum Wandern zwar zum Bedarf, der jedoch keine Kaufkraft erfordert.

## Arten
Man unterscheidet den ursprünglichen (originären) Bedarf der Privathaushalte (Konsumenten) vom abgeleiteten (derivativen) Bedarf der Unternehmen. Der originäre Bedarf der Privathaushalte besteht aus der Nachfrage nach Gütern und Dienstleistungen (etwa Haushaltsartikel). Wenn Unternehmen diesen originären Bedarf der Privathaushalte durch Produktion befriedigen wollen, müssen sie für ihren Produktionsprozess selbst Bedarf (Rohstoffe usw.) – den derivativen Bedarf – entwickeln.
Außerdem ist zwischen dem unabhängigen Bedarf (Primärbedarf), der keine Beziehung zu einem Bedarf eines anderen Produkts hat, und dem abhängigen Bedarf (Sekundärbedarf) zu unterscheiden, der vom Bedarf eines anderen Produkts abhängt. Primärbedarf ist unternehmensexterner Bedarf (Marktnachfrage nach Endprodukten oder Ersatzteilen), während Sekundärbedarf Bedarf an Baugruppen, Komponenten oder Rohstoffen darstellt, die zur Fertigung des Primärbedarfs benötigt werden. Der Tertiärbedarf erfasst den Bedarf an Hilfs- und Betriebsstoffen sowie Verschleißwerkzeugen für die Produktion. Sekundär- und Tertiärbedarf sind also Bedarfe, die innerhalb eines Unternehmens entstehen, um ein Endprodukt herzustellen. Wolfgang Koschnick zählte 1996 weitere Bedarfsarten auf.

## Geschichte
Bereits Adam Smith wies in seinem Buch Der Wohlstand der Nationen im März 1776 darauf hin, dass für die Nachfrage nur der Bedarf jener entscheidet, die den Preis einer Ware bezahlen können („wirksame Nachfrage“; englisch effectual demand). Für David Ricardo ist der Bedarf die Einheit von vielen Bedürfnissen oder ein durch seine Allgemeinheit oder seine Periodizität und darum Prävention in der Versorgung gesellschaftlich objektiviertes und an eine bestimmte Güterart angeknüpftes Bedürfnis; der Bedarf ist die psychische Triebfeder, und seine Befriedigung ist das Ziel der wirtschaftlichen Tätigkeit. John Stuart Mill bestätigte 1869 die Aussage Adam Smiths über die „wirksame Nachfrage“ in seinen „Grundsätzen der Politischen Ökonomie“. Die Geldnachfrage beruht John Maynard Keynes Liquiditätspräferenztheorie vom Februar 1936 zufolge auf dem Transaktionsmotiv (dem Bedarf an Bargeld für laufende Transaktionen, zum Beispiel Einkäufe), dem Vorsichtsmotiv (Wunsch nach Kassenhaltung für unvorhergesehenen Bedarf) und schließlich dem Spekulationsmotiv (Kassenhaltung zum Zwecke der Geldanlage in Abhängigkeit vom erwarteten Zinssatz). Keynes verwendete jedoch Bedarf und Nachfrage als Synonyme.

## Volkswirtschaftslehre
Die Volkswirtschaftslehre ist insbesondere am Bedarf und nicht an den Bedürfnissen interessiert. Deshalb versteht sie den Bedarf entweder als die Art und/oder Menge der tatsächlich nachgefragten Güter/Dienstleistungen oder die Art und/oder Menge der aus objektiver Sicht benötigten Güter/Dienstleistungen; letztere sind aus den Bedürfnissen abgeleitet.

## Betriebswirtschaftslehre
In der Betriebswirtschaftslehre kennt die Bedarfsermittlung folgende Bedarfsarten:
- Beschaffung/Produktion:
  - Materialbedarf
  - Bedarfs-Kapazitäts-Management (hier: Kapazität)
  - Energiebedarf
- Personalwesen:
  - Personalbedarf
- Finanzierung:
  - Kapitalbedarf
- Vertrieb:
  - Marktnachfrage

Der Bedarf lässt sich im Rahmen der Bedarfsanalyse einzelnen betrieblichen Funktionen zuordnen.

## Bedarf im Familien- und Fürsorgerecht
Eine Person gilt im Familienrecht nach § 1577 Abs. 1 BGB als bedürftig, wenn und soweit sie nicht in der Lage ist, ihren Bedarf selbst zu decken. In den Anspruch auf Unterhalt gehen Fragen nach Unterhaltsgrund, Bedarf, Bedürftigkeit und Leistungsfähigkeit ein.
Der Regelbedarf ist im Fürsorgerecht derjenige Betrag, den der Berechtigte zur angemessenen finanziellen Deckung seines Lebensunterhalts vom Staat beanspruchen kann (§ 20 SGB II, § 27a SGB XII). Die Höhe des zu gewährenden Arbeitslosengeld II bzw. der Sozialhilfe hängt von der Bedürftigkeit ab. Hierbei wird in Deutschland von einer Bedarfsgemeinschaft ausgegangen.

## Sprachliches
Der Ausdruck „Bedarf“ wird allgemein nur im Singular benutzt, der Plural „Bedarfe“ kommt lediglich in Fachsprachen vor. Als Kompositum gibt es das Grundwort „-bedarf“ beispielsweise bei Wirtschaftssubjekten („Haushaltsbedarf“) oder Wirtschaftszweigen („Industriebedarf“) und bezeichnet damit den Handel mit Haushaltsgeräten bzw. Industriegütern. Als Adjektiv wird es vor allem in der Rechtssprache verwendet. So spricht § 81 BGB davon, dass das Stiftungsgeschäft unter Lebenden der Schriftform „bedarf“, also schriftliche Form erfordert.